# Васильев, Игорь Владимирович (политик)
Игорь Владимирович Васильев (род. 31 мая 1961, Ленинград, СССР) — российский политический и государственный деятель. Губернатор Кировской области с 19 сентября 2017 по 10 мая 2022 (временно исполняющий обязанности губернатора Кировской области с 28 июля 2016 по 19 сентября 2017). Действительный государственный советник Российской Федерации 3 класса.
В 2014—2016 годах — руководитель Федеральной службы государственной регистрации, кадастра и картографии (Росреестра), в 2010—2013 годах — аудитор Счётной палаты Российской Федерации. С 2004 по 2010 год являлся членом Совета Федерации Федерального Собрания РФ от исполнительного органа власти Республики Коми. Член Высшего совета политической партии «Единая Россия». Секретарь кировского регионального отделения партии «Единая Россия» с 8 ноября 2019.

## Биография

### Ранние годы и начало карьеры
Игорь Васильев родился 31 мая 1961 года в Ленинграде. Его отец был военным и полярным лётчиком, мать — библиотекарем. Васильев окончил физико-математическую школу, в 1983 году — факультет прикладной математики и процессов управления Ленинградского государственного университета, в 1990 — Краснознамённый институт имени Ю. В. Андропова. После этого он девять лет служил в артиллерийских войсках и в органах КГБ СССР (с 1985 по 1988 — сотрудник управления КГБ СССР по Ленинграду и Ленинградской области, с 1988 по 1992 — сотрудник Первого Главного управления КГБ СССР). В ходе политической карьеры Васильев ни разу не комментировал свою работу в органах, но известно, что некоторое время он служил в одном управлении с Владимиром Путиным.
С 1992 по 2003 год Васильев работал в разных коммерческих предприятиях:
1994—1996 гг. — Коммерческий директор АОЗТ г. Москва "Внешнеторговое объединение «Росконтракт».
1996—1997 гг. — Генеральный директор ТОО "Торговый дом г. Москва «Росконтракт».
1997—1998 гг. — Генеральный директор ООО «Ультра Стар г. Москва Телеком».
1998—2004 гг. — Директор ООО «Ультра Стар. Технологии связи и безопасности».
В 2003 году он окончил Высшую школу бизнеса МГУ по специальности «Менеджмент», с 2003 по 2004 годы руководил управлением по инвестиционной деятельности Центрального исполнительного комитета партии «Единая Россия», затем перешёл на государственную службу.
В 2004—2010 годах Васильев представлял в Совете Федерации Республику Коми. Он являлся членом комитетов СФ по финансовым рынкам и денежному обращению, по делам севера и малочисленных народов, заместителем председателя комиссии по взаимодействию со Счётной палатой. 13 мая 2010 года Совет Федерации назначил Васильева аудитором Счетной палаты (тот курировал вопросы налоговой и таможенных служб, Росимущества), 25 сентября 2013 года освободил от этой должности. В 2014—2016 годах Васильев был руководителем Росреестра.
Трижды, в 2006, 2010 и 2013 годах, Васильев рассматривался как кандидат в главы Республики Коми. Однако оба раза в администрации президента выбрали другой вариант.

### Во главе Кировской области
28 июля 2016 года президент России Владимир Путин сместил губернатора Кировской области Никиту Белых, заподозренного во взяточничестве, и назначил Васильева временно исполняющим обязанности главы этого региона. «Единая Россия» выдвинула кандидатуру Васильева на досрочных выборах. Его конкурентами изначально были Николай Барсуков из партии «Коммунисты России» и самовыдвиженец Антон Долгих, но позже Долгих снял свою кандидатуру, добавились кандидаты Сергей Мамаев от КПРФ и Кирилл Черкасов от ЛДПР. 10 сентября 2017 года Васильев был избран губернатором, получив 64,03 % голосов. 19 сентября того же года Васильев вступил в должность на 5-летний срок.

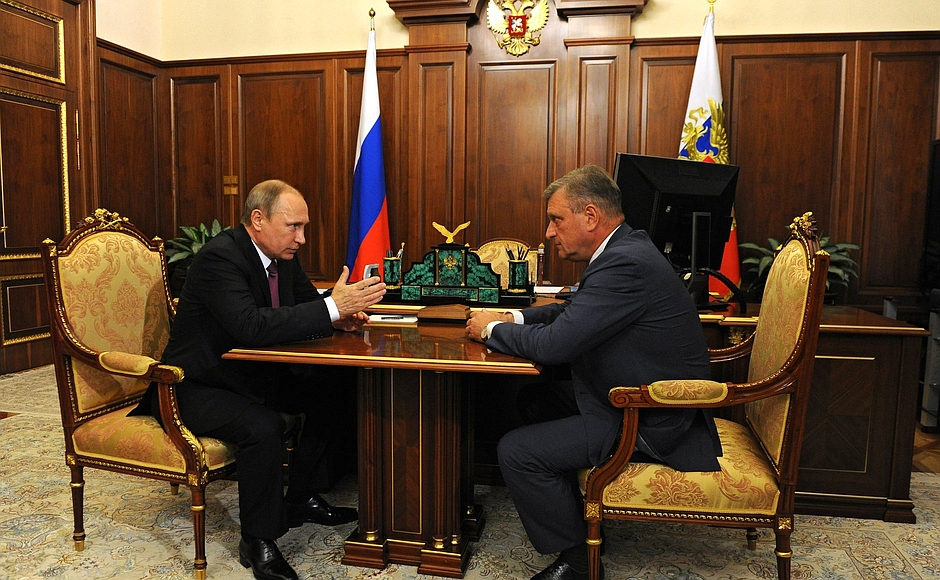
Встреча с Президентом России Владимиром Путиным, июль 2016 года

8 декабря 2018 года на основании решения, принятого делегатами XVIII съезда политической партии «Единая Россия», Игорь Васильев был введён в состав Высшего совета партии.
С 21 декабря 2020 — член президиума Государственного Совета Российской Федерации.
В сентябре 2021 года был избран депутатом Государственной Думы Федерального собрания Российской Федерации VIII созыва по региональному партийному списку «Единой России». Был первым номером в списке, а партия набрала худший за всё время результат 29,57 %. От депутатства отказался. Свой мандат передал Марии Бутиной.
10 мая 2022 года подал в отставку с поста губернатора Кировской области, которая в тот же день была принята Президентом Владимиром Путиным.

### Дальнейшая деятельность
В сентябре 2022 года распоряжением Правительства Российской Федерации назначен заместителем руководителя Федеральной службы государственной статистики.
18 февраля 2025 года освобожден от должности по собственной просьбе

## Семья и доходы
Жену Васильева зовут Лилия Валентиновна, и по официальным данным с сайта правительства Кировской области раньше она работала в МГИМО. Точной информации о том, чем она занимается сейчас, в открытом доступе нет. Между тем её доход за 2016 год (предшествующий избранию мужа губернатором) составил 17,3 миллиона рублей, а доход её мужа — только 3,8 миллиона. Годом позже доходы Васильева уменьшились до 2,1 миллиона, а его жены — до 2,5 миллиона.
У Васильева есть дочь Ольга, окончившая МГИМО.

## Критика
Накануне губернаторских выборов Комитет гражданских инициатив в своём докладе констатировал, что Васильев в течение года, являясь врио главы региона, вёл косвенную агитацию в свою пользу. В частности, провластные СМИ активно освещали открытие Васильевым новых больниц, хотя те были построены ещё при Белых. Кандидат в губернаторы от ЛДПР Кирилл Черкасов в эфире «Эха Москвы» заявил: «Команда временного губернатора Игоря Васильева состоит из непрофессионалов, которые абсолютно не понимают проблем Кировской области. Ключевые должности в нынешнем региональном правительстве занимают варяги. Очевидно, что свое обещание опираться на местные кадры Игорь Васильев не исполнил».